# Invasion de Banu Lahyan
L’Invasion de Banu Lahyan se déroula en septembre, 627AD dans Rabia al awal ou Jumada Al-Ula, 6AH du calendrier Islamique .